# Sonata para piano n.º 22 (Beethoven)

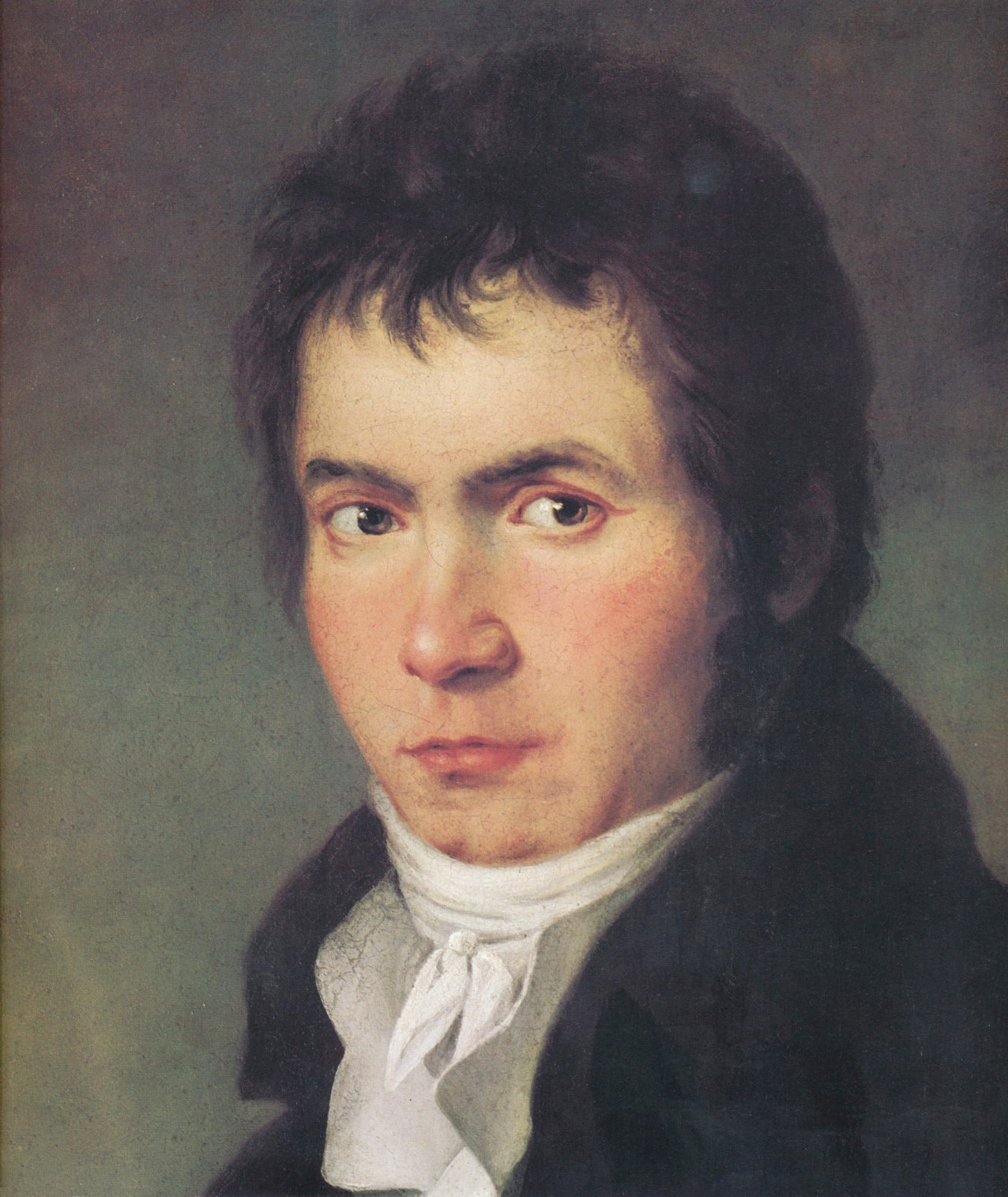
Beethoven en 1804.

La sonata para piano n.º 22 en fa mayor, Op. 54 fue compuesta por Ludwig van Beethoven en 1804.

## Historia

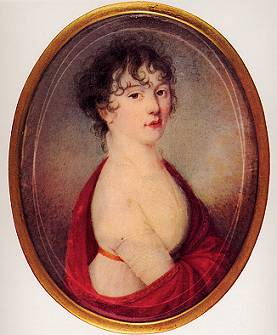
Miniatura en marfil de una dama desconocida de la herencia de Beethoven (c. 1805), posiblemente Therese von Zandt; Original en la Casa de Beethoven en Bonn. – En la literatura antigua supuestamente un retrato de Giulietta Guicciardi.

La composición de la pieza se desarrolló en 1804. Los bocetos que se conservan del segundo movimiento se pueden fechar entre mayo y junio de 1804. Según Joachim Kaiser, la posición de la sonata entre la sonata Waldstein y la Appassionata significó repetidamente que el rango de esta "sonata exigente en dos movimientos" debía enfatizarse porque fue superada por estas "obras cumbre de la música occidental". Sin embargo, es una obra de Beethoven plenamente válida, pero difícilmente corresponde a "la imagen cliché de los que conocen a Beethoven superficialmente". Se mantiene alejada de "todo titanismo y heroísmo, toda violencia retórica".
El compositor ofreció la sonata junto con el opus 53 a la editorial Breitkopf & Härtel para su publicación en una carta que data del 26 de agosto de 1804. Esta oferta no llegó a materializarse y se desconocen los motivos que provocaron el cambio de editorial. Finalmente, la pieza fue publicada por primera vez sin dedicatoria por la editorial Bureau des Arts et d'Industrie en abril de 1806 en Viena.
Llama la atención que, a diferencia de otras obras para piano de la época, la sonata fue escrita para un instrumento de sólo 5 octavas. Ese instrumento, sin embargo, fue propiedad de Therese von Zandt, y más tarde lo usó su hijo, el compositor Norbert Burgmüller ("un viejo piano de cola de cinco octavas, el instrumento escuálido que su madre había aprendido a tocar"). Conforme a la tesis del investigador Klaus Martin Kopitz, Therese von Zandt fue la amante de Beethoven durante "siete meses completos" entre 1803 y 1804. Esto también explica por qué la obra apareció sin dedicatoria ya que Therese se casó en 1805, un año antes de la publicación de la sonata.

## Estructura y análisis
La sonata consta de dos movimientos:
- I. In tempo d'un Menuetto, en fa mayor 3
4
- II. Allegretto – Più allegro, en fa mayor 2
4

La interpretación de esta obra dura aproximadamente 8 o bien 14 minutos, en función de las repeticiones que se ejecuten. Con dos movimientos y una duración relativamente breve, formalmente se trata de una sonata menor o sonatina de Beethoven. Esta breve obra se sitúa justo entre las monumentales sonatas "Waldstein" y "Appassionata" de Beethoven, con la Sinfonía "Eroica" cerca. Esta pequeña sonata, que se puede tocar en un teclado de cinco octavas, atrae a los aficionados y luego los atrapa con complicaciones técnicas inesperadas.

### I.In tempo d'un Menuetto
El primer movimiento, In tempo d'un Menuetto, está escrito en la tonalidad de fa mayor, en compás de 3/4 y sigue la forma rondó. Ocupa 154 compases. Es un minueto en cinco partes, que sigue este patrón A-B-A-B-A. Contiene dos temas, A y B, que se alternan. El tema A, de 24 compases, es sencillo, agradable y reflexivo en un tempo comedido. Se desarrolla a partir de un único motivo en ritmo con puntillo que aparece en el primer compás y asciende desde el bajo. Pero justo cuando el estudiante de piano empieza a disfrutar del ambiente complaciente inicial, el tema B o trío irrumpe con fuertes octavas en ambas manos. Al principio suena en la tónica basado en un movimiento de tresillo y sorprendentemente modula a la bemol mayor. Este desarrollo, que se percibe como una extraña interrupción, parece inexplicable. El tema A se alcanza de nuevo ahora rodeado de adornos y conduce una vez más al temperamental tema B. Le sigue otra variación del tema A, que pasa por transformaciones que incluyen algunos acordes disonantes y culmina en un episodio de trinos de cuatro compases para concluir con una breve coda basada en el tema A. Poco antes del final, un fortissimo quiere sorprender al oyente antes de que la dinámica se sumerja de nuevo en pianissimo.

### II.Allegretto - Più allegro
El segundo y último movimiento, Allegretto, continúa en la tonalidad inicial, en compás de 2/4 y sigue la forma en dos partes con coda. Ocupa 188 compases. El tempo más rápido de este movimiento recuerda en su forma al final de la Sonata Op. 10 n.º 2 y en su carácter al final de la Sonata Op. 26. Es uno de los típicos rondós de movimiento perpetuo o perpetuum mobile de Beethoven. Este rondó tiene un toque oscuro, virando hacia el modo menor y manteniendo la avalancha de semicorcheas, lo que limita considerablemente la individualidad de los distintos episodios. El único tema se presenta en los dos primeros compases, se desarrolla en diferentes tonalidades y termina con una coda en stretto con un clímax final triunfante marcado Piú allegro. Por lo general, los aficionados deben rendirse por completo al llegar a la extenuante coda, en la que las dos manos compiten entre sí hasta el último compás.

## Recepción de la obra
La pieza, quizá debido a su inusual estructura, recibió un pobre comentario en una reseña de autor desconocido en el Allgemeine musikalische Zeitung, que cita sus "peculiaridades ineficaces". Con el paso del tiempo fue recibiendo mejor acogida. Por ejemplo, Donald Tovey en las notas para su edición considera esta obra "única y sutil".